# Липовец (Ливенский район)
Липовец — деревня в Ливенском районе Орловской области России.
Входит в Козьминское сельское поселение в рамках организации местного самоуправления и в Козьминский сельсовет в рамках административно-территориального устройства.

## География
Расположена в 4 км к северо-востоку от границы райцентра, города Ливны, и в 125 км к юго-востоку от центра города Орёл.

### Улицы
| - ул. Ан. Кузьмина - ул. Молодёжная - ул. Н. А. Кузьмина - ул. Новая | - ул. Павлова - ул. Полевая - ул. Центральная |

## Население
| 2002 | 2010 |
| ---- | ---- |
| 577  | ↘524 |

Согласно результатам переписи 2002 года, в национальной структуре населения русские составляли 95 % от жителей.